# Игглсфилд, Колин
Колин Игглсфилд (англ. Colin Egglesfield; 9 февраля 1973 года) — американский актёр, получивший известность благодаря роли доктора Джоша Мэддена в сериале «Все мои дети», Огги Киркпатрика в сериале «Мелроуз-Плейс» и Декса в фильме «Жених напрокат».

## Биография
Колин родился 9 февраля 1973 года в городе Фармингтон-Хилс, в штате Мичиган. Детство провёл в «Metro Detroit», южном округе Мичигана. Когда мальчику было 10 лет, его семья переехала в Крит, штат Иллинойс, небольшой городок недалеко от Чикаго. С ранних лет мечтал стать физиком, как и его отец, но потом его заинтересовало актёрство, когда Колин стал наблюдать за успехами своей сестры на этом поприще.
В детстве был тихим мальчиком, предпочитавшим проводить пятничные вечера дома, собирая модели самолётов. В юношестве Колин был крайне застенчивым, и, по словам актёра, застенчивость помог ему преодолеть тренер по футболу, который помог юноше повысить его самооценку. Игглсфилд окончил католическую школу Чикаго в городе Чикаго-Хайтс и поступил в Университет Айовы. Получив степень бакалавра медицинских наук, Колин отправился путешествовать автостопом по Европе.

## Карьера

### Модель
Чтобы заработать денег на окончание учёбы в медицинской школе, Игглсфилд начал работать моделью. Он выиграл конкурс красоты, а затем бросил учёбу, чтобы заняться карьерой. Колин работал с агентствами «Beatrice Model» в Милане (Италия) и «DNA Model Management» в Нью-Йорке. Кроме того, он представлял «Versace», «Calvin Klein», «Armani» и многие другие знаменитые марки.
В ноябре 2005 года, журнал «People» включил Колина в свой список «Самых сексуальных мужчин мира».

### Актёр
Пройдя курсы актёрского мастерства, Колин получил гостевые роли в сериалах «Закон и порядок: Специальный корпус», «Улица», «Девочки Гилмор», «Зачарованные», «Части тела». Также он появляется на 7 секунд в фильме 2005 года «Любовь к собакам обязательна», произнеся всего 5 слов.
С 2005 по 2009 года Колин играет роль доктора Мэддена в серале «Все мои дети», а осенью 2009 в эфир выходит сериал «Мелроуз-Плейс», где Колин играет повара Огги с сомнительным прошлым. Однако из-за полного изменения в сценарии, его герой вместе с персонажем Эшли Симпсон-Уэнц покидают сериал после первой половины шоу. В 2010 году актёр получил роль Уилльяма Уокера в сериале «Братья и сёстры» после того, как с неё сняли актёра Дэниэа Косгроува. В 2011 году снялся в главной мужской роли в романтической комедии «Жених напрокат» вместе с Кейт Хадсон и Джинниер Гудвин.
Он посетил фестиваль «Cackalacky Film Festival» в городе Шарлотт, в штате Ньюй-Йорк, где фильм «Прекрасный мечтатель» с Колином в главной роли получил награду за лучший фильм (англ. Best American Full Feature Film). В данный момент актёр снимается в сериалах «Список клиентов» и «Риццоли и Айлс».

## Личная жизнь
В данный момент актёр проживает в Лос-Анджелесе.

### Семья и отношения
Колин второй ребёнок Уилльяма и Кэтлин Игглсфилд. Его мать — ирландка. У Колина есть старшая сестра Керри и младший брат Шон.

### Благотворительность
Колин владеет компанией «Shout Out Clothing!», которую он использует для продвижения образовательных программ «Project Grad», «Stay In School» и многих других. Колин занимается преподавательской деятельностью в молодёжном центре «The Door» в нижнем Манхэттене, а также читает книги для младших школьников в образовательных учреждениях Лос-Анджелеса.
Кроме того, Колин собирает деньги для благотворительных организаций по борьбе с различными заболеваниями у детей — «Team For Kids», «Leukemia & Lymphoma Society», «The Lance Armstrong Foundation».

## Фильмография

### Кино
| Год  |   | Русское название                | Оригинальное название | Роль        |
| ---- | - | ------------------------------- | --------------------- | ----------- |
| 2003 | ф | S.W.A.T. Спецназ города Ангелов | S.W.A.T               | Полицейский |
| 2005 | ф | Вампиры 3: Пробуждение зла      | Vampires: The Turning | Коннор      |
| 2005 | ф | Любовь к собакам обязательна    | Must Love Dogs        | Дэвид       |
| 2006 | ф | Красивый мечтатель              | Beautiful Dreamer     | Джо         |
| 2009 | ф | Хороший парень                  | The Good Guy          | Бэйкер      |
| 2011 | ф | Жених напрокат                  | Something Borrowed    | Декс        |
| 2013 | ф | Открытая дорога                 | Open Road             | Дэвид       |
| 2015 | ф |                                 | Vice                  | Райнер      |
| 2015 | ф | Еще один мальчишник             | The Night Before      | Аарон       |

### Телевидение
| Год       |    | Русское название                    | Оригинальное название             | Роль                 |
| --------- | -- | ----------------------------------- | --------------------------------- | -------------------- |
| 2000      | с  | Улица                               | The $treet                        | Художник             |
| 2001      | с  | Закон и порядок: Специальный корпус | Law & Order: Special Victims Unit | Стивен               |
| 2002      | тф | Затерянные в стране Оз              | Lost In Oz                        | Каллеб Дженсен       |
| 2004      | тф | 12 дней страха                      | 12 Days of Terror                 | Алекс                |
| 2004      | с  | Девочки Гилмор                      | Gilmore Gorls                     | Шон                  |
| 2004      | с  | Части тела                          | Nip/Tuck                          | Мистер Рурк          |
| 2005      | с  | Зачарованные                        | Charmed                           | Тим Кросс            |
| 2005—2009 | с  | Все мои дети                        | All My Children                   | Джош Мэддэн          |
| 2009—2010 | с  | Мелроуз-Плейс                       | Melrose Place                     | Огги Киркпатрик      |
| 2009      | с  | Братья и сёстры                     | Brothers & Sisters                | Молодой Уильям Уокер |
| 2011      | тф | Порочная невинность                 | Carnal Innocence                  | Такер Лонгстрит      |
| 2010      | с  | Гавайи 5.0                          | Hawaii Five-0                     | Джордан Таунсенд     |
| 2011—2013 | с  | Риццоли и Айлс                      | Rizzoli & Isles                   | Томми Риццоли        |
| 2012—2013 | с  | Список клиентов                     | The Client List                   | Эван                 |